# Иж-14
Иж-14 — опытный автомобиль советского производства 1972—1973 годов (патент на промобразец 1972 год).

## История
Автомобиль являлся развитием концепции, заложенной в Иж-5. Особенности машины — несущий кузов, раздаточная коробка, спроектированная группой под руководством А. С. Кондрашкина (идеолог дизайнерского воплощения — В. Е. Благоразумов), позволяющая одним рычагом подключать передние, задние или все четыре колеса, а также пониженную передачу. Сначала на машине стояла независимая задняя торсионная подвеска. Дорожный просвет — 230 мм.
Для уменьшения высоты двигателя применили иной впускной коллектор, горизонтальный карбюратор «Солекс». Опытный образец испытывали на полигоне НИЦИАМТ (г. Дмитров) параллельно с прототипом ВАЗ-2121 «Нива». После этого все работы по Иж-14 остановили. Конструкция была недоведённой и мало унифицированной с «Москвичом-412». Кроме того, завод, подчинявшийся ведомству оборонной промышленности, не получил от него средств для организации производства машины. Несмотря на то, что ИЖ-14 не пошёл в серийное производство, весь полученный опыт был применён при создании полноприводных модификаций на базе Иж-2126 4x4 в 1990-х годах.